# ASTRO-A
ASTRO-A, batejat com Hinotori després d'arribar òrbita, va ser un observatori espacial japonès dedicat a l'estudi del Sol, va ser llançat el 21 de febrer del 1981 mitjançant un coet Mu des del centre de llançament de Kagoshima. Hinotori es va dedicar a l'estudi de les erupcions solars durant el màxim solar mitjançant raigs X. Hinotori tornà a entrar a l'atmosfera l'11 de juliol de 1991. El satèl·lit disposava de dos instruments principals:
- Una càmera per registrar erupcions solars en raigs X en el rang d'energies entre 10 i 40 keV mitjançant modulació utilitzant col·limadors rotants.
- Un espectròmetre de Bragg per estudiar els raigs X de les línies d'emissió del ferro altament ionitzat present a les erupcions solars en el rang entre els 1,7 i 2,0 Å.

Addicionalment el satèl·lit duia tres monitors de raigs X per erupcions solars que registraven el perfil temporal i l'espectre de raigs X de les erupcions en el rang entre 2 i 20 keV, un detector d'erupcions de raigs gamma per al rang entre 0,2 i 9 MeV, un detector de partícules per a la detecció d'electrons amb energies per sobre dels 100 keV i sondes de plasma per a la mesura de la densitat i temperatura d'electrons.